# Очеретянка палауська
Очеретянка палауська (Horornis annae) — вид горобцеподібних птахів родини Cettiidae.

## Поширення
Ендемік Палау.

## Спосіб життя
Мешкає у густих лісах. Полює на дрібних комах. Гніздиться з листопада по грудень.